# Слепов, Сергей Викторович
Сергей Викторович Слепов (род. 19 мая 1999, Екатеринбург) — российский футболист, защитник клуба «Бумпром».

## Биография
Начинал играть в ДЮСШ «Урал», первый тренер Владимир Блужин. После выступления за сборную Урала и Западной Сибири на первенстве России среди МРО провёл пять матчей за юношескую сборную страны и перешёл в Академию московского «Динамо», где учился под руководством Кирилла Новикова и Виталия Гришина. В мае — июне 2017 года сыграл пять матчей, забил один гол за «Динамо-2» в первенстве ПФЛ. В молодёжном первенстве в сезонах 2017/18 — 2019/20 провёл 58 игр, забил один гол. В чемпионате России дебютировал 10 августа 2020 года в гостевом матче второго тура против «Урала» (2:0) — вышел на 89-й минуте и через две минуты получил жёлтую карточку. В сентябре 2022 года стал выступать за клуб «Красный» в чемпионате Смоленской области.
В январе 2023 года футболист проходил просмотр в белорусском «Нафтане». В феврале 2023 года футболист подписал с новополоцким клубом контракт. Дебютировал за клуб в матче 18 марта 2023 года против солигорского «Шахтёра».
В феврале 2024 года футболист перешёл в гомельский клуб «Бумпром».